# Мотор (жіночий гандбольний клуб, Запоріжжя)
«Мотор» — історичний жіночий гандбольний клуб з міста Запоріжжя.
Один з найтитулованіших жіночих гандбольних клубів України. Чотирнадцятиразовий чемпіон України.

## Досягнення

### УКРАЇНА
- Чемпіонат України:
  -  Чемпіон (14): 1993, 1994, 1995, 1997, 1998, 1999, 2001, 2002, 2003, 2004, 2005, 2006, 2007, 2008.
  -  Срібний призер (4): 1992, 1996, 2000, 2009.

- Кубок України
  -   Володар (1): 2000.

### ЄВРОПА
- Кубок володарів кубків
  -   Володар (1): 2001.
  -  Бронзовий призер (1): 1993

- Кубок ЄГВ
  -  Бронзовий призер (2): 2003, 2006.